# DAF Siluro

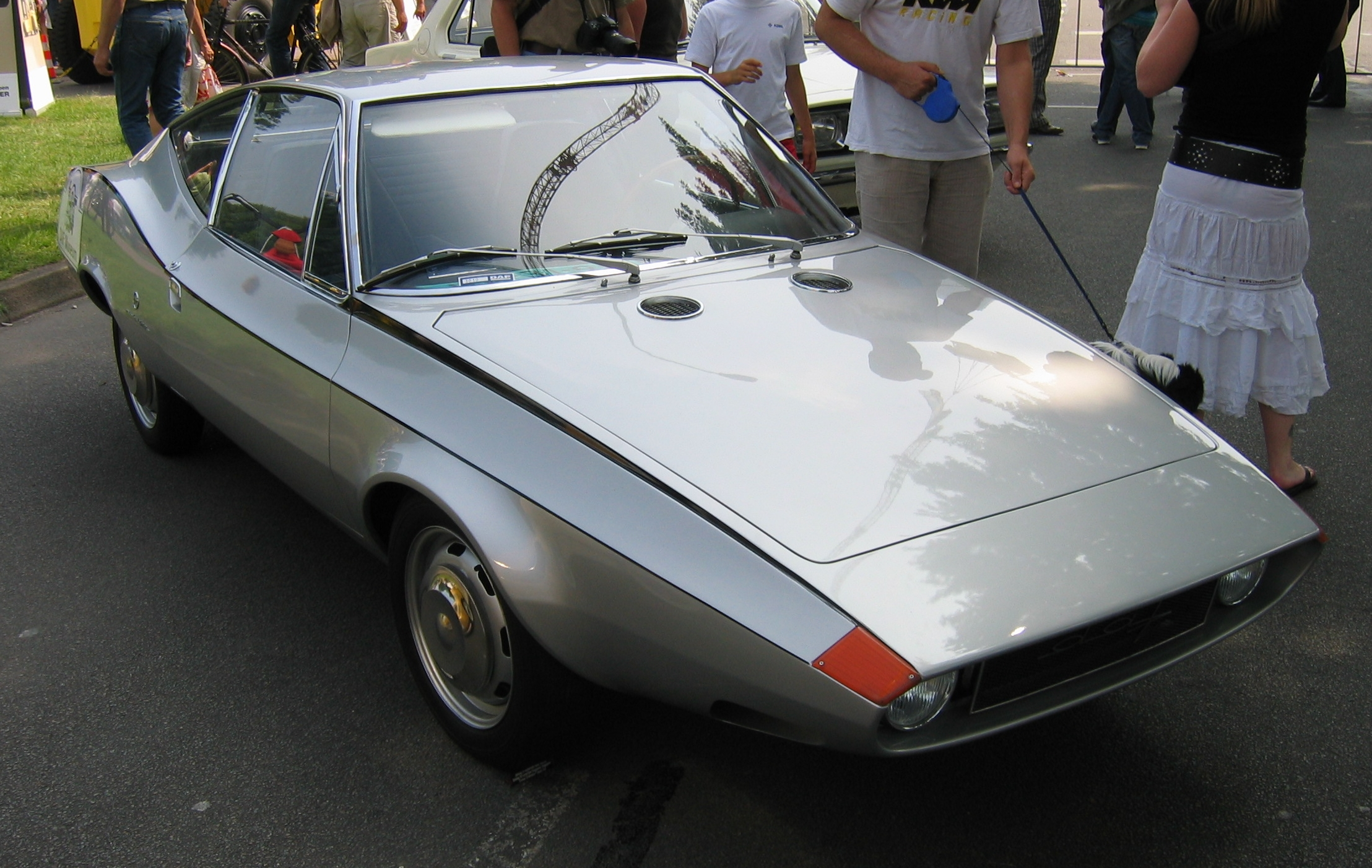
DAF Siluro

El DAF Siluro es un prototipo de automóvil basado en el DAF 55. Giovanni Michelotti lo diseñó y construyó en colaboración con DAF. Fue presentado al público en marzo de 1968 en el Salón del Automóvil de Ginebra.
El Siluro (torpedo en italiano) es uno de los primeros coches con forma de cuña. Al igual que el DAF 55, el biplaza tiene un motor de gasolina Renault de cuatro cilindros con 1108 cm3 y una caja de cambios DAF Variomatic. Después de una historia llena de acontecimientos, el único prototipo construido se encuentra ahora en el Museo DAF. Después de la muerte de Michelotti en 1980, el automóvil se estacionó inicialmente en el jardín del hijo de Michelotti hasta que lo compró un concesionario de automóviles de Alemania. Posteriormente, el Museo DAF adquirió el vehículo y lo restauró, lo que llevó varios años debido a la carrocería dañada por el óxido. En 2005, el Siluro se exhibió en el Amsterdam RAI y ahora se puede ver en el Museo DAF en Eindhoven.